# Norra Vetasjön
Norra Vetasjön är en sjö i Sollefteå kommun och Örnsköldsviks kommun i Ångermanland och ingår i Moälvens huvudavrinningsområde. Sjön har en area på 0,1 kvadratkilometer och ligger 265,7 meter över havet. Sjön avvattnas av vattendraget Vetasjöån.

## Delavrinningsområde
Norra Vetasjön ingår i det delavrinningsområde (706098-157362) som SMHI kallar för Mynnar i Södra Bergsjön. Medelhöjden är 300 meter över havet och ytan är 16,37 kvadratkilometer. Det finns inga avrinningsområden uppströms utan avrinningsområdet är högsta punkten. Vetasjöån som avvattnar avrinningsområdet har biflödesordning 3, vilket innebär att vattnet flödar genom totalt 3 vattendrag innan det når havet efter 101 kilometer. Avrinningsområdet består mestadels av skog (74 procent) och sankmarker (20 procent). Avrinningsområdet har 0,36 kvadratkilometer vattenytor vilket ger det en sjöprocent på 2,2 procent.